# Британская экспедиция на Джомолунгму (1933)

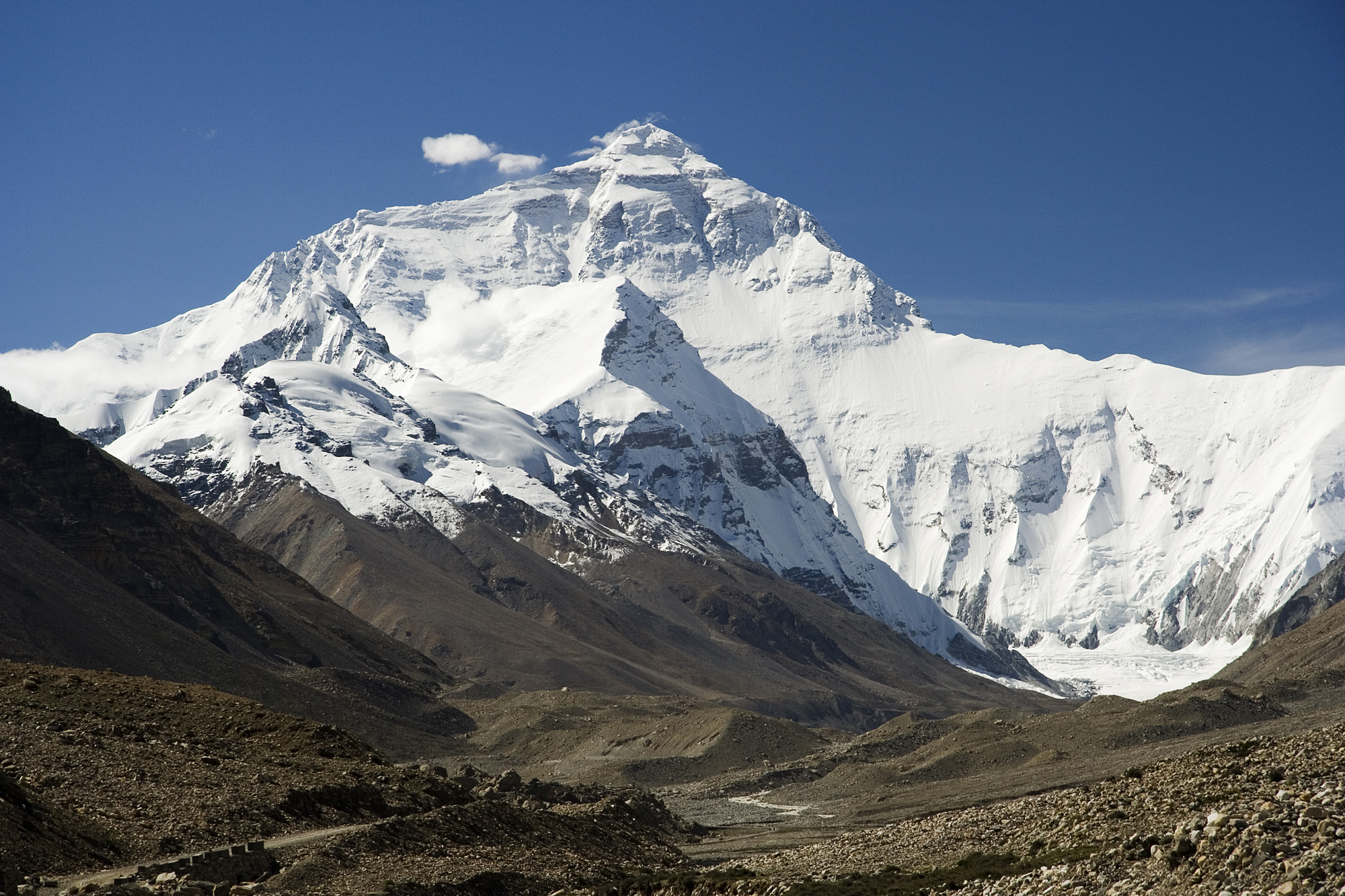
Северная стена Джомолунгмы, по которой экспедиция пыталась взойти на вершину

Британская экспедиция на Джомолунгму 1933 года — четвёртая экспедиция на Джомолунгму.
Как и предыдущие экспедиции, она не имела успеха в восхождении на вершину. Но при попытках восхождения, участники экспедиции Лоуренс Вагер (англ. Lawrence Wager) и Перси Вин-Харрис (англ. Percy Wyn-Harris), а после Франк Смит (англ. Frank Smythe) установили новые мировые рекорды высоты восхождения без кислородных приборов. Эти рекорды были побиты только в 1978 году, когда Райнхольд Месснер и Петер Хабелер (англ. Peter Habeler) дошли до вершины Джомолунгмы без использования кислородного оборудования. Кроме того, Вагер и Вин-Харрес, идя к вершине по флангам Северной стены, нашли ледоруб Эндрю Ирвина — пропавшего без вести участника предыдущей экспедиции на Джомолунгму 1924 года.

## Предыстория

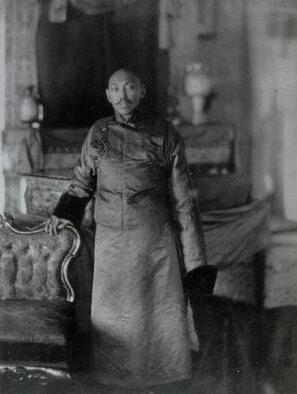
Тхуптэ́н Гьяцо́, XIII Далай-лама Тибета. В 1932 г. он разрешил британцам предпринять ещё одну попытку восхождения на Джомолунгму

После безуспешных попыток покорить Джомолунгму в 1922 и 1924 годах, британцам пришлось ждать восемь лет. Только в августе 1932 года Далай-лама XIII дал им разрешение на проход к Джомолунгме с севера, со стороны Тибета — с условием, что все альпинисты, участвующие в экспедиции, будут из Великобритании. Получить такое разрешение Далай-ламы удалось в результате совместной работы Министерства по делам Индии, правительства Индии и подполковника Веира (англ. J. L. R. Weir), британского политического агента в Сиккиме. Британцы постарались как можно быстрее провести эту экспедицию из-за опасений, что немцы, незадолго перед тем предпринявшие горные экспедиции на Канченджангу и Нангапарбат, могут опередить британцев и первыми взойти на вершину Джомолунгмы.

## Подготовка

### Материальное обеспечение
Комитет Джомолунгмы выделил на нужды предстоящей экспедиции 5000 фунтов стерлингов; в то время как необходимые затраты оценивались в 11 — 13 тысяч. Оставшиеся средства удалось получить благодаря издательскому договору Руттледжа с британским издательством «Hodder & Stoughton», а также с газетой «The Daily Telegraph», и королю Георгу V, подарившему экспедиции ещё £100. Многие компании поставляли оборудование для экспедиции бесплатно или со скидкой.
Для нужд экспедиции были приобретены палатки пяти различных типов:
- Одна 16-местная общая палатка производства «Silver and Edgington».
- Три 14-местные круглые палатки производства «Muir Mills of Cawnpore», предназначенные для носильщиков; на практике в одну такую палатку иногда помещался 21 человек.
- Три шестиместные арктические палатки производства «Camp and Sports». Такая палатка представляла собой «гибрид» арктической палатки Уоткинса и юрты и, по словам Грина (Greene), выглядела «как рождественский пудниг без веточек»[прим. перев. 1]. Как утверждал руководитель экспедиции Руттледж, эти палатки во многом определили успехи экспедиции: они смогли выдержать снежные бури, когда стояли в Лагере III на Восточном Ронгбуке[5].
- Две палатки Мида[англ.] производства «Silver and Edgington».
- Одна модифицированная палатка Мида производства «Burns of Manchester».

В дополнение, ещё несколько лёгких аварийных палаток было куплено Лонгландом.
Фирмы «Burns of Manchester» и «Silver and Edgington» также поставляли экспедиции спальные мешки, включая сдвоенные спальные мешки новейшей по тем временам модели. «Йегер» (англ. «Jaeger») поставляла вкладыши в спальные мешки. Джордж Лоундерс (англ. George Lowndes) снабдил экспедицию специальным мешком-убежищем, в котором трое человек могли укрыться, если они не смогут добраться до своих палаток. Кожаные горные ботинки с шипованными подошвами для высокогорного похода предоставил Роберт Лори (англ. Robert Lawrie) из Бернли, а обувь для использования на подходе к Джомолунгме — «John Marlow and Son» и «F. P. Baker and Co». Кемпинговые ботинки из овечьей кожи и шерсти, доходящие до коленей, были от компании «Clarke, Son and Morland». Доктор Т. Магор Карделл (T. Magor Cardell) совместно с мистером Хамблином (Hamblin) специально для экспедиции разработали и изготовили высокогорные защитные очки со стёклами, тонированными в оранжевый цвет. Ледорубы и кошки были закуплены у нескольких поставщиков, в том числе у «Horeschowsky» в Австрии. Портянки, изготовленные в Кашмире по рекомендациям генерала Брюса, также были взяты с собой. Бил/Бейл (Beale) из Лондона предоставил 2000 футов (617 м) альпинистской верёвки из «Альпийского клуба» и тонкой ненагрузочной верёвки(англ. light line). Ещё столько же верёвки дал Джонс (Jones) из Ливерпуля.
Как и предыдущие экспедиции, эта экспедиция взяла с собой баллоны с кислородом. Но было решено использовать их только при подъёме выше Северного седла, и только в аварийных случаях либо в случае неудачной акклиматизации. Грин работал в тандеме с «Британской ассоциацией снабжения кислородом» (англ. British Association of Oxygen Supply) и «Siebe, Gorman & Co.», в результате чего была разработана новая 12¾ lb модель кислородного прибора, в которой больше не было расходомера, но был свисток, сигнализировавший о прохождении кислорода через клапан.

### Подбор участников
Назначение руководителя экспедиции было в компетенции «Комитета Джомолунгмы». Наиболее очевидным выбором был генерал Чарльз Гранвиль Брюс, который руководил двумя предыдущими экспедициями на Джомолгунгму — но он был недоступен. Предложения возглавить новую экспедицию получили ещё двое участников прежних экспедиций: бригадир Эдвард Феликс Нортон, который по военной службе недавно получил новое назначение на должность в Олдершоте, и майор Джеффри Брюс (Geoffrey Bruce), ожидавший нового назначения на пост в город Кветта. Но они оба отклонили эти предложения. В результате экспедицию возглавил сорокавосьмилетний Хью Руттледж (англ. Hugh Ruttledge), ранее не совершавший восхождений на большие высоты.
Этот выбор оказался неожиданным для всех, включая самого Руттледжа, который, хоть и был ветераном гималайских географических исследований, не имел опыта передового альпинизма; кроме того, он страдал хромотой после несчастного случая на охоте на кабана.

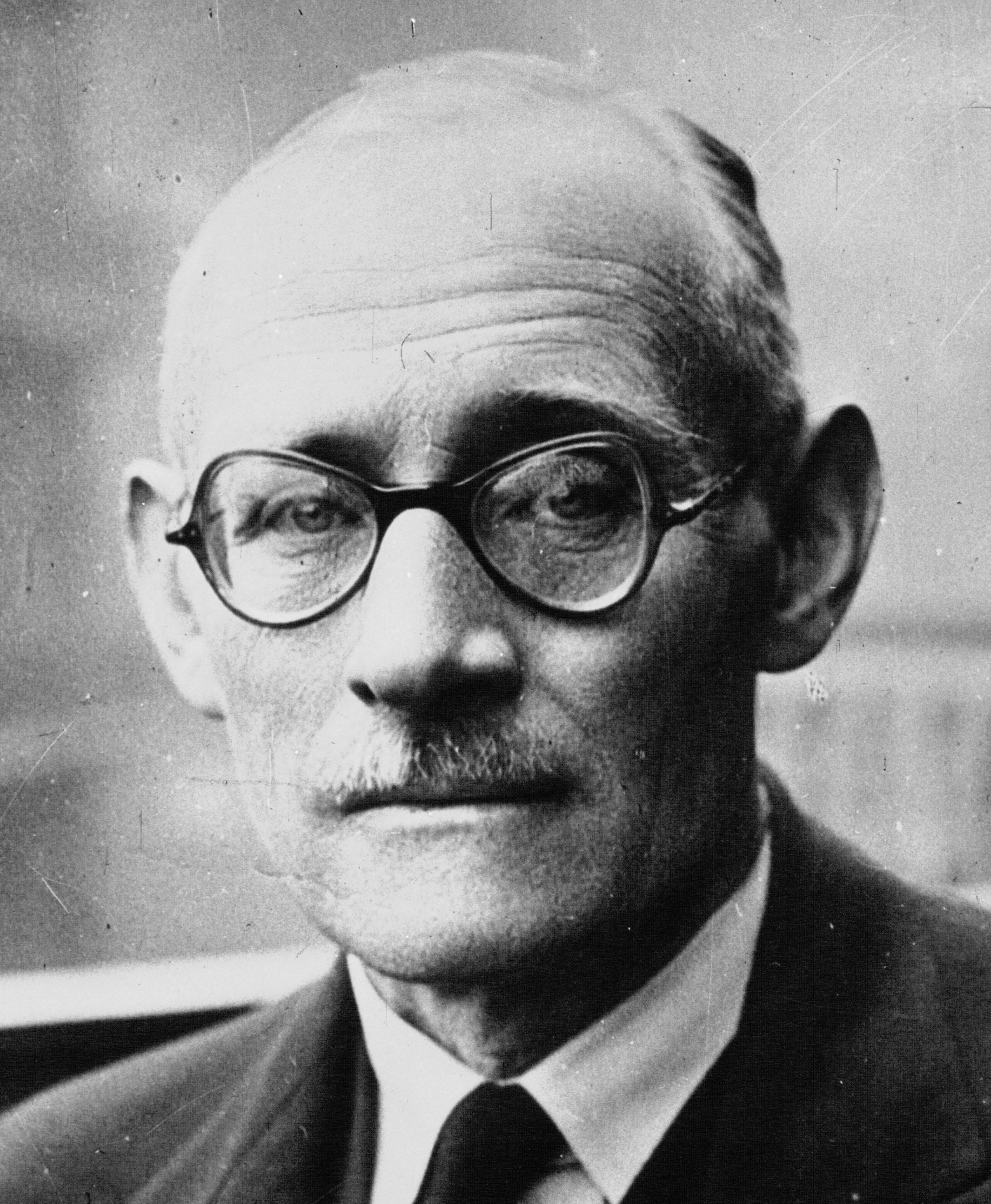
Хью Руттледж, руководитель экспедиции (фотография 1936 г.)

Руттледжу было поручено выбрать других участников экспедиции из числа британских альпинистов, в чём ему помогал консультативный подкомитет (Э. Ф. Нортон, Т. Дж. Лонгстафф (англ. T. G. Longstaff), Сидни Спенсер (Sydney Spencer)), а также Джеффри Уинтроп Янг (англ. Geoffrey Winthrop Young). Конечно, Руттледж стремился привлечь к участию в экспедиции альпинистов, уже побывавших на Джомолунгме. Но ни Ноэль Оделл (англ. Noel Odell), ни Говард Сомервелл (англ. Howard Somervell) не смогли принять участие в этой экспедиции. А Эдвард Шеббаре (Edward Shebbeare), который был ответственен за транспортировку в экспедиции 1924 года, снова получил ту же работу; но в этой экспедиции он стал ещё заместителем руководителя, и в свои 49 лет оказался самым старшим среди её участников. Другой опытный человек — Колин Г. Кроуфорд (англ. Colin G. Crawford) — был в экспедиции на Джомолунгму в 1922 году. Остальные участники собираемой экспедиции также уже имели гималайский опыт. Среди них стоит отметить Шиптона (Shipton), покорившего Камет и Кению, и Смита (Smythe), который не только взошёл на Камет, но также участвовал в международной экспедиции на Канченджангу вместе с профессором Диренфётом (Dyrenfurth). Бирни (Birnie) тоже был участником экспедиции на Камет, в ней он отвечал за транспортировку.
Примечательно, что в состав экспедиции не вошли несколько ведущих британских скалолазов того времени: Альф Бридж (Alf Bridge), Колин Киркус (англ. Colin Kirkus) и Морис Линнелл (Maurice Linnell). Их не взяли вследствие определённого предубеждения, которое разделяли члены подкомитета и сам Руттледж, заявивший тогда: «Я всё более и более склоняюсь к мнению, что мы должны остерегаться северной британской школы скалолазов, если мы идём на Эверест. По отдельности они, вероятно, хорошие люди; но [вместе] они представляют собой закрытую корпорацию и, как мне кажется, презирают каждого, кто не из их собственного клана».

## Участники экспедиции
В результате всего этого отбора участников, в основной состав экспедиции вошли шестнадцать человек. Все они были британскими подданными. По словам Руттледжа, все участники экспедиции, кроме него самого, Шеббаре и двух радистов, были выбраны «с вполне определённой мыслью о том, что они должны быть способными принять участие в финальных штурмах горы».
| Имя                                                               | Функция                                                    | Профессия |
| ----------------------------------------------------------------- | ---------------------------------------------------------- | --- |
| Хью Руттледж (англ. Hugh Ruttledge)                               | Руководитель экспедиции                                    | Служащий Индийской гражданской службы (англ. Indian Civil Service)                                                 |
| Эдвард О. Шеббаре (Edward O. Shebbeare)                           | Заместитель руководителя, ответственный за транспортировку | Служащий Индийской лесной службы                                                                                   |
| Капитан Э. Ст. Дж. Бирни (E. St. J. Birnie)                       | Альпинист                                                  | Солдат Двенадцатой кавалерии пограничных сил (Кавалерии Сэма Брауна) (англ. Sam Browne’s Cavalry)                  |
| Майор Х. Баустид (H. Boustead)                                    | Альпинист                                                  | Солдат Суданских оборонительных сил (Суданского верблюжьего корпуса) (англ. Sudan Defence Force/Sudan Camel Corps) |
| Т. А. Броклибанк (T. A. Brocklebank)                              | Альпинист                                                  | Выпускник Кембриджа                                                                                                |
| Ч. Г. Кроуфорд (C. G. Crawford)                                   | Альпинист                                                  | Служащий Индийской гражданской службы                                                                              |
| Доктор Чарльз Раймонд Грин (англ. Charles Raymond Greene)         | Основной врач экспедиции и альпинист                       | Врач |
| Джон Лоренс (Джек) Лонгланд (англ. John Laurence "Jack" Longland) | Альпинист                                                  | Преподаватель английского языка в Даремском университете                                                           |
| Доктор У. Мак-Лин (W. McLean)                                     | Второй врач экспедиции и альпинист                         | Сотрудник «Миссии к евреям» (англ. Mission to the Jews) в Иерусалиме                                               |
| Эрик Эрл Шиптон (англ. Eric Earle Shipton)                        | Альпинист                                                  | Кофейный плантатор в Кении                                                                                         |
| У. Р. Смижт-Виндхам (W. R. Smijth-Windham)                        | Радист                                                     | Солдат |
| Фрэнсис Сидней Смит (англ. Francis Sydney Smythe)                 | Альпинист                                                  | Вольнозанятый искатель приключений                                                                                 |
| Э. Ч. Томпсон (E. C. Thompson)                                    | Радист                                                     | Солдат |
| Лоренс Рикард Вагер (англ. Lawrence Rickard Wager)                | Альпинист                                                  | Преподаватель геологии                                                                                             |
| Г. Вуд-Жонсон (G. Wood-Johnson)                                   | Альпинист                                                  | Чайный плантатор                                                                                                   |
| Перси Вин-Харрис (англ. Percy Wyn-Harris)                         | Альпинист                                                  | Служащий Кенийской гражданской службы                                                                              |

Все участники экспедиции, жившие в Великобритании, должны были пройти определённые физические и психологические тесты в медицинском подразделении британских ВВС. Финальный тест проводил доктор Клод Уилсон (Claude Wilson).

## Выход на маршрут

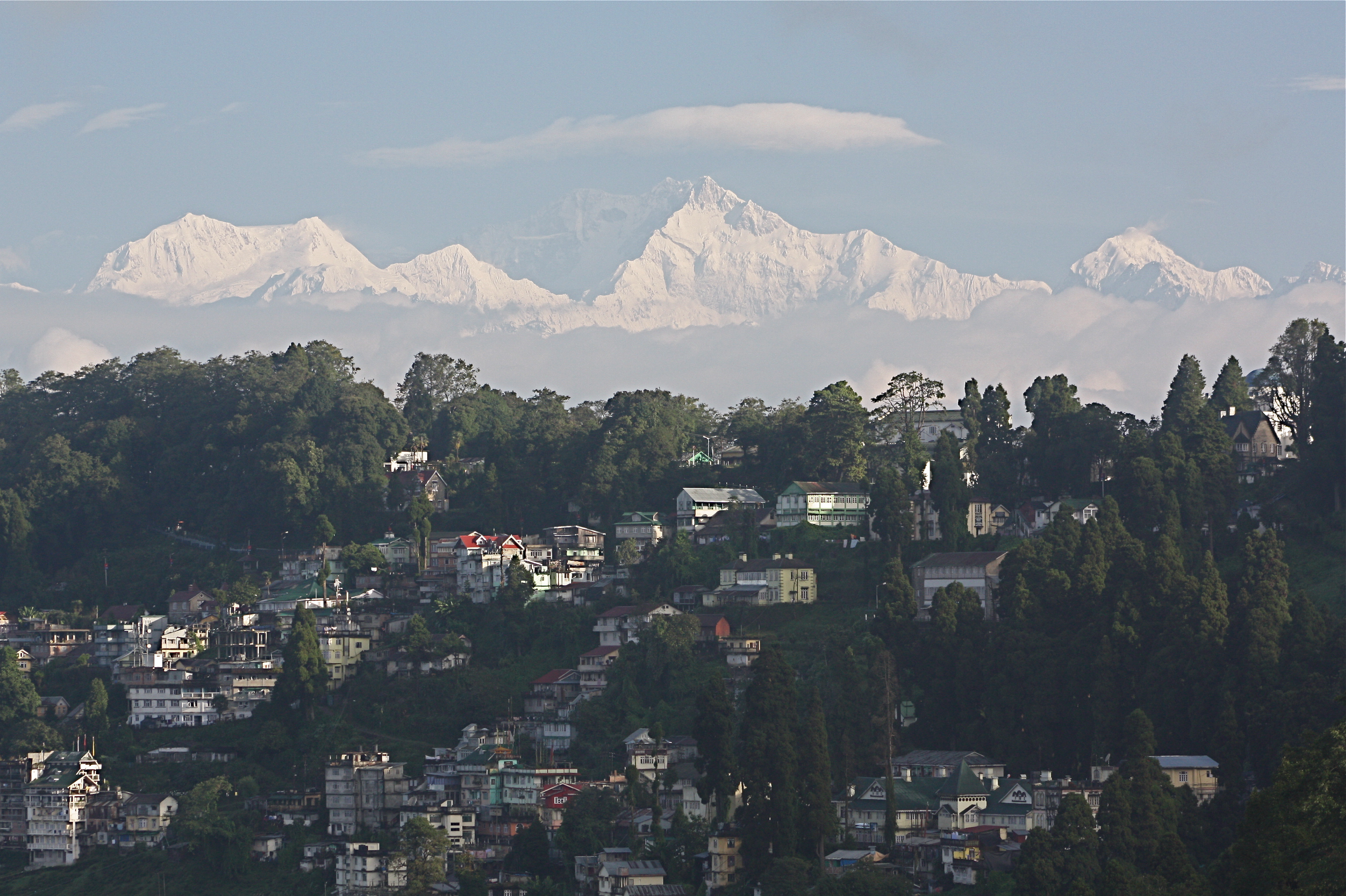
Город Дарджилинг. На горизонте — гора Канченджанга.
Здесь собрались участники экспедиции, были наняты носильщики, организовано снабжение и транспортировка.

Основная экспедиционная партия отплыла из Англии 20 января 1933 года. Останавливались в Гибралтаре, где поднимались на Гибралтарскую скалу, и в Адене. Во время плавания участники экспедиции обсуждали проблемы предстоящего восхождения на Джомолунгму, места установки лагерей на её северном склоне, а также учили непальский язык (учителем был Кроуфорд). Экспедиционная партия сошла на берег в Бомбее, где им помогал Борехам (C. E. Boreham), управляющий складами армии и флота. Руттледж повёл участников экспедиции на экскурсии по достопримечательностям Агры и Фатехпур-Сикри. Далее их путь пролегал через Калькутту, где их принимал губернатор Бенгалии сэр Джон Андерсон (англ. John Anderson), в Дарджилинг, где Смит, Грин и Бирни сошлись вместе, в то время как Руттледж отправился в Силигури, чтобы там встретиться с Шеббаре и организовать транспортировку грузов экспедиции.
А в Дарджилинге двое шерпов — Нима Дордже (Nima Dorje) и Санам Топге (Sanam Topgye), которые уже работали в экспедиции с Руттеджем в 1932 году, снова были наняты и отправились в округ Солукхумбу, чтобы найти там ещё людей, согласных поработать носильщиками британской экспедиции. Ллакпар Чеди (Llakpar Chedi), Лэва (Lewa) и Нурсанг (Nursang) были выбраны сирдарами (бригадирами носильщиков). Также участвовал Нима Тендруп, ветеран многих экспедиций на Джомолунгму, и некоторое количество шерпов, ранее работавших в германских экспедициях на Канченджангу. Переводчиком экспедиция стал Карма Паул (Karma Paul), ранее участвовавший в британских экспедициях на Джомолунгму 1922 и 1924 года. Все носильщики прошли медицинское обследование в больнице Дарджилинга, и у 34 % этих людей были выявлены внутренние паразитарные заболевания. Выявленных больных, однако, взяли в экспедицию, но надели на них пижамы в сине-белую полоску и нумерованные идентификационные диски.
2 марта у здания «Дарджилингского клуба плантаторов» (англ. Darjeeling Planters' Club) ламы из монастыря Гхум провели церемонию, благословив всех участников экспедиции. Руттледж отметил, что «церемония проводилась с тихим достоинством, и ни один не был ни возвышен, ни забыт».
Первоначально планировалось идти к Джомолунгме по кратчайшему и наиболее прямому пути через перевал Себу Ла, но тот перевал был ещё заснеженным. Пришлось выбрать альтернативный маршрут, более длинный, через долину Чумби и посёлок Пагри (он же Пари Дзонг). На этом этапе пути экспедиционная партия разделилась на два отряда, намереваясь вновь соединиться в Гауце. Лонгланд и Шиптон шли впереди остальных, чтобы приобрести припасы в Калимпонге. Первый отряд отправился в путь 3 марта; в нём шли новички, не имевшие опыта путешествий в Гималаях. Более опытные путешественники, включая Руттледжа, Шеббаре, Грина, Смита и Бирни, отправились вслед за ними 8 марта. В Калимпонге тибетский правительственный торговец Пангда Цанг (Pangda Tsang) указал, что мулы с грузами экспедиции должны проследовать в Кампа Дзонг через Джелеп Ла, и потому третий отряд экспедиции, в котором шли Смижт-Виндхам, Томпсон и Карма Паул, сопровождал этот вьючный поезд, собираясь соединиться со вторым отрядом в Чомо.
Дальше экспедиция двигалась через Педонг и Пахёнг (Pakhyong), пока не дошла до Гангтока, столицы Сиккима, в котором находилась почтовая служба Лобсанга Церинга; он принял почту от экспедиции и направил её в Калькутту. Ф. Уильямсон (F. Williamson), политический агент в Сиккиме, вручил экспедиции паспорт с печатью Правительства Тибета. В этот документ были внесены имена четырнадцати, а не шестнадцати участников экспедиции: два радиста почему-то не были включены, и это позднее озадачили дипона Пипитанга (но проблему удалось решить с помощью телеграммы Уильямсону. Экспедиционная партия также встречалась с чогьялом Сиккима, а после отправилась в Карпонанг, Цомго и перешла перевал Нату-Ла, с которого четверо участников экспедиции поднимались на пик Чомунко (5330 метров над уровнем моря).

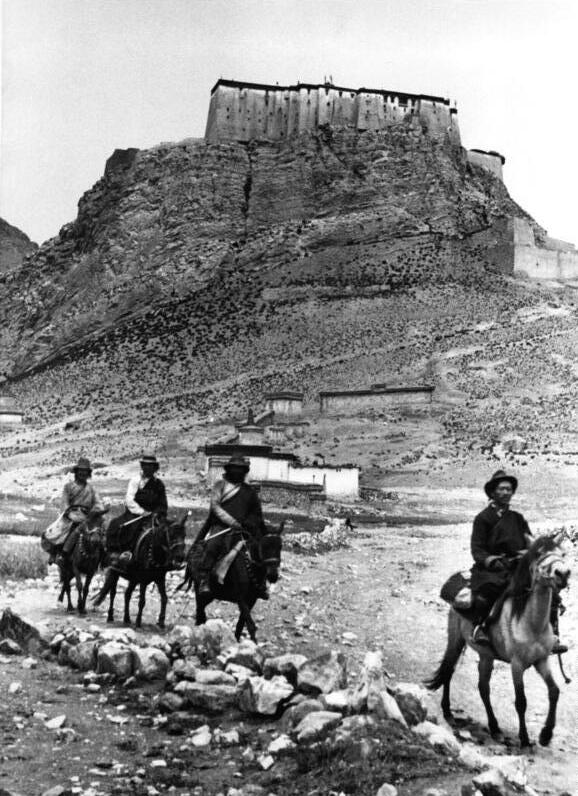
Кампа Дзонг в 1938 году

С перевала они спустились в Чумбитанг, а оттуда проследовали до Чомо (Ятунга), и, наконец, до монастыря Хаджук (Khajuk), лама и монахи которого были очень озадачены и не могли понять, почему это вдруг кому-то захотелось покорять Джомолунгму. Капитан А. А. Руссел (A. A. Russell), Британский торговый агент в Ятунге, встретив экспедицию, вместе с её участниками пошёл на игру в поло, утроенную Вудом-Джонсоном (Wood-Johnson). Вся экспедиция собралась вместе в Гауце, и там же Руттледж назначил Шеббаре своим заместителем. Здесь погода становилась более холодной, и вечером 22 марта прошёл первый снегопад на этом пути экспедиции.
Миновав 25 марта Пагри Дзонг, на Танг Ла экспедиция отклонилась от планового маршрута из-за сильного ветра со снегом, спустилась до Шабра Шубра (Shabra Shubra), а потом направилась через перевалы Донгка Ла и Чаго Ла в земли Лимбу и в Тацанг. 29 марта экспедиция прибыла в Кампа Дзонг через перевал, с которого они первый раз увидели Джомолунгму, находящуюся в сотне миль оттуда.
В Кампа Дзонге, с его захватывающей «архитектурной красотой высшего порядка», Руттледж переоделся в одежду типа местной: тибетскую шёлковую тогу с овчинной подкладкой, перетянутую красным поясом, но на голову надел складной цилиндр, который привёз из Англии с первоначальным намерением отдать его лучшему носильщику в качества награды — чтобы встретить няпалу. Сам Руттледж оставил такой комментарий к этому: «Эффект превзошёл все ожидания. Здесь, очевидно, был мужчина, уважаемый в своей стране. Глубина звала в глубину в наиболее дружелюбной манере, и наши переговоры были полностью успешными» Няпала пригласил экспедиционную партию на экскурсию по дзонгу. В тех же местах был похоронен учёный и альпинист А. М. Келлас (англ. Alexander Mitchell Kellas), участник разведывательной экспедиции 1921 года, умерший на пути к горе. Участники экспедиции 1933 года посетили его могилу, установили там новую каменную плиту и совершили небольшую церемонию над ней.
Туда же, в Кампа Дзонг, прибыл караван яков, управляемый Лонгландом, который доставил дополнительные припасы для экспедиции. 2 апреля экспедиционная партия вышла из Кампа Дзонга и направилась в Тенгке Дзонг (Tengkye Dzong), минуя Лингга и Менде. Там участники экспедиции ещё поразвлекались: сначала сыграли в футбол, потом Баустид показал бокс, а Лонгланд — прыжки с бамбуковым шестом (что было заснято Смитом). Покинув этот городок 5 апреля, партия отправилась в Кхенгу через перевал Бахман Дортэ́ (Bahman Dopté). В Кхенгу Лопсанг Церинг упал со своего пони и сломал себе ключицу. Грин дал ему обезболивающее средство, что неожиданно вызвало остановку сердца, и только интенсивная реанимация с использованием кордиамина спасла шерпу жизнь.
Экспедиции пришлось дважды переходить вброд реку Чиблунг-Чу (Chiblung-Chu) перед тем, как они разбили лагерь в Джикьёпе (Jikyop), затем их путь лежал до Трангсо-Чумбаба (Trangso-Chumbab) и Кйишонга (Kyishong), а ещё дальше — по горам, которых Шеббаре сравнивал с «лунными горами»; и шли люди по этим горам до тех пор, пока не дошли до Шелкар Дзонга — восхитившего их тибетского поселения, где были белые дома и два монастыря. Руттледж охарактеризовал Шелкар как «очаровательное место, где начинается сказка». Но в этих сказочных на вид местах в то время была эпидемия оспы; и, что ещё хуже, там у экспедиции украли часть снаряжения, включая горные ботинки и палатку Мида, а также часть съестных припасов. За это дзонгпен на следующий день выпорол погонщиков багажного каравана — но вора так и не нашли. Здесь же, в Шелкаре, впервые были установлены арктические палатки экспедиции — чтобы опробовать их. Вин-Харрис оказался неплохим парикмахером и подстриг волосы другим участникам экспедиции. 13 апреля все снова двинулись в путь — вверх на перевал Панг Ла (5200 метров н.у.м.), и снова вниз — в Ташидзом (Tashidzom), где лошадок-пони поставили в конюшню.
15 апреля — Чё-Дзонг (Chö-Dzong). С холма, возвышавшегося над ним, открывался хороший вид на Джомолунгму, особенно если рассматривать гору в морской телескоп. Северная стена предстала относительно свободной от снега, и хорошо были видны уступы на ней, по которым ранее шёл Нортон, но которые, по словам Руттледжа, выглядели «заметно трудными» для прохождения. А нависающая Вторая ступень представлялась вообще «чудовищным препятствием». Склоны около вершины виделись вполне проходимыми, но «главной проблемой было добраться до них через ужасные плиты на станах кулуара».
Руттледж так описал это:

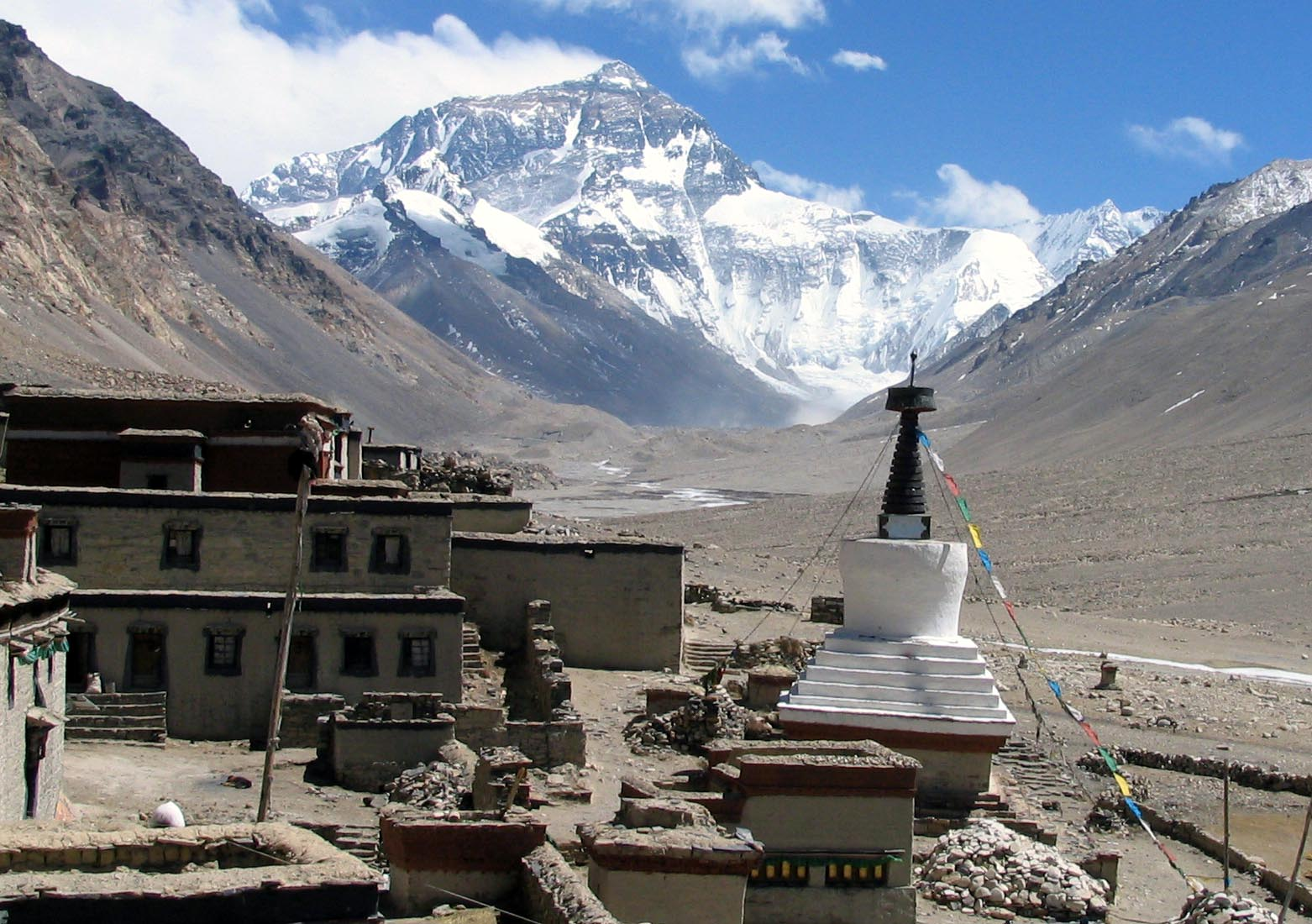
Монастырь Ронгбук, лама которого благословил участников экспедиции. На заднем плане — Северная стена Джомолунгмы

Темнота сгущалась по мере того, как длинные тучи собирались вокруг вершины. Мы спускались в лагерь в сдержанно-оптимистическом настроении. По крайней мере, с такого расстояния мы в первый раз детально рассмотрели гору, на которую нам предстояло идти, и смогли вынести собственные суждения. К тому времени мы уже пробыли под горой достаточно долго, и потому хорошо представляли себе, какие именно трудности нам придётся преодолеть.
Оригинальный текст (англ.)Darkness began to fall as long clouds drifted across the summit. We descended to camp in a mood of qualified optimism. At least we had been able, for the first time, to see for ourselves, to form a judgement of our own, and from a distance which allowed of a fairly true perspective. Henceforth we should be too much under the mountain to estimate our difficulties with any accuracy.

Джомолунгма была уже близко. Оставался один переход — вверх по долине Ронгбук до монастыря Ронгбук. Карма Паул, переводчик экспедиции, был послан вперёд, чтобы попросить аудиенции ламы монастыря. Благословение ламы было важно как для тибетских носильщиков экспедиции, так и для тех, кто пришёл сюда из Солакхумбу (Непал). Лама откликнулся на просьбу, и потом спросил Руттледжа, имеет ли тот отношение к генералу Брюсу — руководителю предыдущей экспедиции, также побывавшей в этом монастыре. Затем лама благословил каждого участника экспедиции индивидуально, возлагая своё дордже на голову каждому, произнося при этом мантру «Ом мани падме хум».

## Горные лагеря
17 апреля эта экспедиция установила свой базовый лагерь там же, где и предыдущие: в четырёх милях от монастыря Ронгбук. Некоторые из участников экспедиции заболели: Кроуфорд — бронхитом, Вин-Харрис — гриппом, Томпсон — сердечным заболеванием. У носильщика Онди обнаружилась двусторонняя пневмония, из-за чего он вместе с Кроуфордом и Мак-Лином отправился обратно в Ронгбук.
Несмотря на это, все продолжали усердно работать над обустройством нижних лагерей. Соблюдался принцип: каждый лагерь должен быть полностью оборудован и снабжён всем необходимым прежде, чем участники экспедиции пойдут выше, до места следующего лагеря. Это позволяло в случае неблагоприятной погоды переждать ненастье в лагере, а не покидать его.
Радисты Смижт-Виндхам и Томпсон быстро приступили к работе. В одной из палаток была оборудована «радиорубка», антенну установили на двух мачтах. Для питания радиостанции использовались ветрогенератор и бензогенератор. 20 апреля радисты приняли сигнал, переданный из Дарджилинга.
Солдат гуркхской армии, старший сержант (Havildar-Major) Гагган Сингх (Gaggan Singh), охранял казну экспедиции, хранящуюся в базовом лагере, а двое его подчинённых, сержанты Лачман Сингх (Lachman Singh) и (Bahadur Gurung), стерегли другие лагеря на леднике.
На пути от Шелкар-Дзонга и до Лагеря II экспедиция нанимала местных тибетских работников, чтобы сберечь силы высотным носильщикам. 21 апреля был разбит Лагерь I в 360 метрах от Восточного Ронгбука, и Смит, Шиптон, Бирни, Баустид, Вуд-Джонсон и Броклибанк провели ночь в нём. А 26 апреля Смит, Шиптон, Баустид и Вуд-Джонсон установили Лагерь II — на западной стороне Восточного Ронгбука, на высоте примерно 6000 метров над уровнем моря. Этот лагерь стал «важным нервным центром на линиях коммуникации», а в его палатках могло разместиться не менее сорока человек.

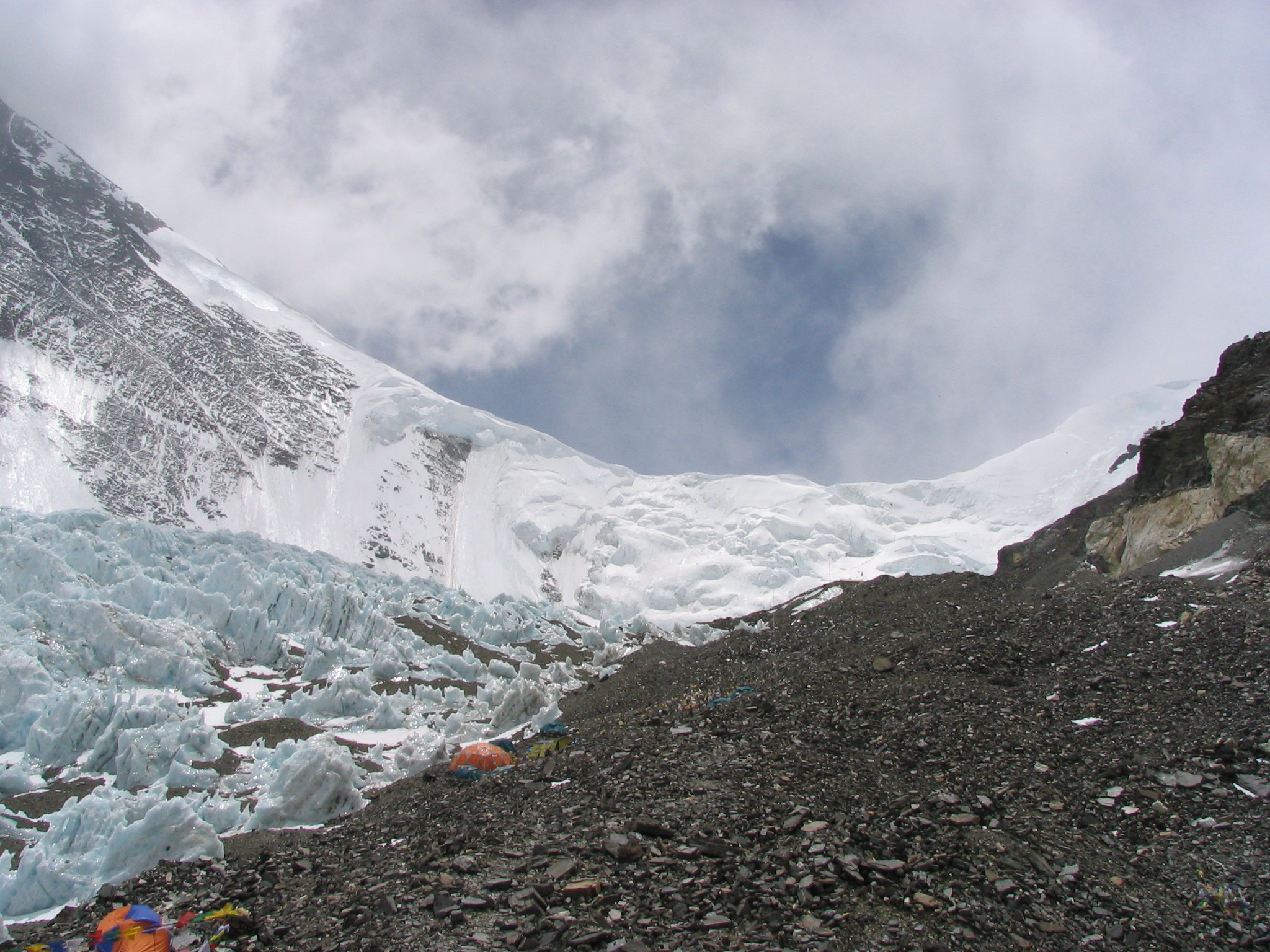
Морены и сераки на ледяной стене под Северным седлом. Фото 2005 года.

2 мая Смит, Шиптон, Бирни, Баустид, Вуд-Джонсон и Лонгланд, при помощи носильщиков, установили Лагерь III (высота 6400). Предполагалось, что этот лагерь будет полностью независимым от базового лагеря, и сможет оперативно снабжать следующие горные лагеря, расположенные на ещё больших высотах. Из Лагеря III можно было хорошо разглядеть Северное седло, и Руттледж заметил, что это «первая серьёзная горная проблема… лёд на крутом ледопаде находится в постоянном движении, из-за чего маршрут, который был вполне проходимым, на следующий год может оказаться перекрыт ледниковыми барьерами и расселинами». Кроме того, недалеко оттуда погибли под лавиной семеро носильщиков из экспедиции 1922 года. Участники экспедиции, помня о той трагедии, были очень осторожны в выборе пути подъёма на Северное седло. Им оставалось подняться примерно на 300 метров, чтобы оказаться на гребне седла и пойти по нему дальше к вершине. Но на эти триста метров высоты предстояло взбираться по ледяной стене. Экспедиция даже сделала дополнительный Лагерь III-а, расположив его как можно ближе к подножию ледопада, чтобы максимально облегчить восхождение на него. Но всё равно такой подъём оказался практически неосуществимым; Руттледж отметил, что «вырубание ступеней на этом склоне займёт не одну неделю». Это был тот же маршрут, по которому шла предыдущая экспедиция в 1922 году. Он вёл до уступа на нижней стороне расселины, находящейся ниже седла; на том уступе предполагалось установить Лагерь IV.
С 8 по 15 мая Смит, Шиптон, Грин, Лонгланд, Вин-Харрис, Вагер и Броклибанк взбирались по обледенелому склону и закрепляли на нём верёвки. Вырубленные ступени каждый день засыпа́ло снегом, и оттого на следующий день трудно было подниматься по ним. 12 мая Смит и Шиптон преодолевали последний этап подъёма — вертикальный лёд. На следующий день Лонгланд и Вагер смогли закрепить там верёвочную лестницу (одну из трёх подаренных экспедиции клубом «Yorkshire Rambling Club»). Но из-за ухудшившейся погоды Крофорд и Броклибанк только 15 мая смогли поставить Лагерь IV в запланированном месте, и в итога «эпопея с шестью подъёмами и спусками по склонам Северного седла… позволила партии высотных восходителей расположиться в безопасном месте».
Только после того, как Северное седло было таким образом достигнуто, стало возможным устанавливать следующие горные лагеря на ещё больших высотах. Однако между участниками экспедиции возникли разногласия насчёт места расположения Лагеря V.
20 мая Вин-Харрис, Бирни, Баустид и несколько носильщиков, отправившиеся для установки следующего лагеря, вдруг побросали всю свою поклажу прямо на склоне горы и вернулись в Лагерь IV; Вин-Харрис хотел подняться намного выше, чем остальные в этой партии. Руттледж узнал об этом происшествии из письма, которое было доставлено к нему в Лагерь III-а, и решил сам подняться в Лагерь IV и «исправить это положение». Он послал Вин-Харриса, Грина, Бирни и Баустида, а также носильщиков, разбить Лагерь V на высоте примерно 7770 метров над уровнем моря, а на следующий день — Лагерь VI ещё выше. Им помогал Лхакпа Чеди с восемью носильщиками. Бирни, Баустид и носильщики должны были спускаться в то время, когда Вагер и Лонгланд будут подниматься в Лагерь V; затем спустятся и они. После этого Шиптон и Смит пойдут в Лагерь V, затем в Лагерь VI — всё это для того, чтобы две группы восхождения были на местах и в готовности.
В результате Лагерь V появился 22 мая на высоте 7830 метров. Недалеко от него альпинисты обнаружили следы пребывания предшествующей британской экспедиции (1922 года): изорванную Меад-овскую палатку Джорджа Финча, рядом с которой валялось несколько кислородных баллонов. Один из них, как ни странно, остался в рабочем состоянии, пролежав там два года, и кислород из этого баллона помог Грину восстановить силы. Там же нашёлся неоткрытый контейнер с фотоплёнкой Kodak — но при ближайшем рассмотрении стало ясно, что ни одного снимка на эту плёнку так и не было сделано. Грин, который собирался продолжать восхождение, из-за проблемы с сердцем был вынужден покинуть Лагерь V и спускаться; Вагер во второй половине того же дня поднялся до Лагеря V и заменил Грина как напарника Вин-Харриса.
На следующий день, 23 мая, с рассвета похолодало, и пошёл снег. Но Шиптон и Смит при сильном ветре поднимались в Лагерь V.

## Попытки восхождения
Во время первой попытки восхождения 30 мая Лоуренс Вагер и Перси Вин-Харрис намеревались дойти до вершины по Северо-Восточному гребню. Выйдя в 5:40 и пройдя немного по маршруту они наткнулись на ледоруб, лежащий на каменных плитах в примерно 20 метрах ниже Северо-Восточного гребня. На ледорубе была надпись «Willisch of Täsch, производитель оборудования из Церматта». Они оставили его там, где нашли, и забрали позже в тот же день, когда спускались вниз. Руттледж предположил, что это ледоруб Ирвина, и в подтверждение этому существует мнение что три зарубки на рукоятке ледоруба точно совпадают с тремя зарубками, что и на его офицерской тросточке.
Дойдя в семь утра до Первой ступени, они решили не взбираться на неё, а обойти, чтобы не делать траверс от Первой ступени до Второй по ненадёжному льду. Они решили пойти тем маршрутом, по которому впервые прошёл Эдвард Нортон в 1924 году. Вин-Харрис осмотрел Вторую ступень, находясь на 30 метров ниже, и решил, что она «неприступна». Вскоре после перехода через Большой кулуар, Вагнер и Вин-Харрис решили возвращаться из-за малоснежья, а также потому, что иначе они не успели бы вернуться в лагерь засветло.
Следующую попытку восхождения предприняли Эрик Шиптон и Франк Смит. Состояние Шиптона резко ухудшилось, и он бы вынужден спускаться. Смит продолжил восхождение в одиночку, но вскоре и он развернулся, так и не превзойдя высоту восхождения, достигнутую предшественниками.